# Одрадек
Одрадек е измислено същество, което за пръв път се споменава в текста на Франц Кафка „Грижата на бащата“. Има формата на малка, плоска звездовидна макара, сякаш направена от дърво, около която са омотани стари парчета преплетени разноцветни конци. От средата му стърчи наклонена пръчица, към която под прав ъгъл приляга още една. С помощта на въпросната втора пръчица и на един от лъчите си, одрадекът стои изправен.
Живее в домовете на хората, макар понякога да не се появява с месеци. Умее да говори и да се представя, смехът му звучи като суха шума. Много бърз, не позволява да го хванат. Не е известно дали е смъртен.
Одрадек е включен в компилацията Хорхе Луис Борхес Книга на въображаемите същества.